# Nina Holmén
Siv Nina Anette Holmén z domu Wärn (ur. 29 września 1951 w Esse, obecnie część gminy Pedersöre) – fińska lekkoatletka, biegaczka średnio- i długodystansowa, mistrzyni Europy z 1974.
Zajęła 10. miejsce indywidualnie na pierwszych mistrzostwach świata w biegach przełajowych w 1973 w Waregem, a drużynowo zdobyła w nich srebrny medal. Na kolejnych mistrzostwach świata w biegach przełajowych w 1974 w Monzy zdobyła srebrny medal indywidualnie (przegrywając tylko z Paolą Pigni z Włoch, a wyprzedzając Ritę Ridley z Wielkiej Brytanii) oraz brązowy medal drużynowo.
Zwyciężyła w biegu na 3000 metrów na mistrzostwach Europy w 1974 w Rzymie, wyprzedzając Ludmiłę Braginę ze Związku Radzieckiego i Joyce Smith z Wielkiej Brytanii. Konkurencja ta była rozegrana po raz pierwszy na mistrzostwach Europy. Na tych samych mistrzostwach odpadła w eliminacjach biegu na 1500 metrów. Biegu na 3000 metrów nie była w programie igrzysk olimpijskich w 1976 w Montrealu. Holmén wystąpiła w nich w biegu na 1500 metrów. Dostała się do finału, w którym zajęła 9. miejsce.
Była mistrzynią Finlandii w biegu na 800 metrów w 1875 i 1976, w biegu na 1500 metrów w latach 1974–1976 oraz w biegu przełajowym w 1975.
Poprawiała rekord Finlandii w biegu na 800 metrów czasem 2:03,67, uzyskanym 4 lipca 1976 w Turku, czterokrotnie w biegu na 1500 metrów do wyniku 4:06,93, osiągniętym 2 lipca 1976 w Turku oraz trzykrotnie w  biegu na 3000 metrów do rezultatu 8:55,10 (2 września 1974 w Rzymie).
Jej mąż Rune Holmén był znanym lekkoatletą długodystansowcem, a ich syn Janne Holmén maratończykiem, mistrzem Europy z 2002.